# Sandro Coelho (futebolista)
Sandro Coelho Leite (Rio de Janeiro, 27 de junho de 1976), conhecido apenas como Sandro Coelho, é um ex-futebolista e treinador de futebol brasileiro que atuava como meio-campista. É atualmente diretor-técnico do Independiente Petrolero.

## Carreira
Revelado nas categorias de base do Botafogo, iniciou sua carreira profissional em 1995, no America-RJ, além de ter passado pelo Bahia em 1996. Porém, seria no futebol da Bolívia que Sandro Coelho teve maior destaque.
Pelo The Strongest, onde atuou durante 9 temporadas, ajudou o clube a vencer os torneios Apertura e Clausura em 2003, além do Clausura do ano seguinte - este último foi cassado pela utilização irregular do goleiro Marcelo Robledo. Por suas atuações, recebeu o apelido de "El Caudillo". Porém, foi acusado pelo ex-treinador Victor Barrientos de ter exagerado na bebida juntamente com outros 7 atletas (Eduardo Jiguchi, Sergio Jáuregui, Ronald Gutiérrez, Diego Cabrera e Róger Suárez, além de Diego Issa, que atuava na base).
Em 2007, assinou com o San José, vencendo o Torneio Clausura. Após 39 partidas e 7 gols, voltou ao The Strongest em 2009. No jogo contra o Blooming, Sandro Coelho entrou para a história do futebol boliviano ao tornar-se o maior artilheiro da história do Campeonato Boliviano, ao fazer 2 gols e alcançando os 80 - superando o ex-atacante Ovidio Messa, que fizera 78. Outro recorde é o de mais gols nos clássicos entre o Tigre e o Bolívar (10 no total).
No mesmo ano, após a saída de Julio César Toresani, o meia foi anunciado como novo técnico do The Strongest, encerrando sua carreira como jogador aos 32 anos. Deixou o cargo em janeiro de 2010. O último clube que treinou foi o Oruro Royal, entre 2012 e 2013.

## Títulos
The Strongest
- Campeonato Boliviano: 3 (Apertura 2003, Clausura 2003 e Clausura 2004)

San José
- Campeonato Boliviano: 1 (Clausura 2007)